# Гренгесбери
Гренгесбери (на шведски: Grängesberg) е град в централна Швеция, лен Даларна, община Лудвика. Намира се на около 180 km на северозапад от столицата Стокхолм и на около 80 km на югозапад от Фалун. Има жп гара. Добив на желязна руда от 16 век до 1989 г. Населението на града е 3232 жители, по приблизителна оценка от декември 2017 г.